# Севери, Франческо
Франческо Севери (итал. Francesco Severi; 13 апреля 1879 — 8 декабря 1961) — итальянский математик.
Родился в Ареццо (Италия), в большой семье (он был девятым ребёнком). Его отец, Козимо Севери, кончил жизнь самоубийством, когда Франческо было девять лет, и жена Козимо содержала себя и младших детей на небольшую пенсию. Франческо Севери удалось получить стипендию для учёбы в Туринском университете, однако, несмотря на это, ему приходилось вести репетиторские курсы, чтобы заработать на жизнь. Первоначально он поступил на инженерный курс, однако Коррадо Сегре убедил его перейти на курс чистой математики. Докторская диссертация Севери посвящена вопросам исчислительной геометрии — предмета, основы которого были заложены Германом Шубертом. После защиты докторской Севери некоторое время работал ассистентом в нескольких университетах, в 1904 году был назначен профессором проективной и начертательной геометрии Пармского университета, в 1905-м перешёл в Падуанский университет. С 1922 года — профессор Римского университета. С 1924 года — иностранный член-корреспондент АН СССР.
Основные работы Севери относятся к бирациональной геометрии алгебраических поверхностей, также важны его работы по теории функций нескольких комплексных переменных. В частности, им была доказана теорема о базе и введено определение рациональной эквивалентности алгебраических циклов (позднее было дано другое определение рациональной эквивалентности, использующее более строгий язык). В общей сложности Севери является автором более 400 статей, в том числе 34 книги.